# Hauszeichen Kurze Gasse 2 (Plessa)
Das Hauszeichen Kurze Gasse 2 ist ein denkmalgeschütztes Hauszeichen in der Gemeinde Plessa im südbrandenburgischen Landkreis Elbe-Elster.

## Lage
Das plastische Bild befindet sich in einer Mauer eingelassen zwischen zwei Fenstern des Grundstücks Kurze Gasse 2 unweit des Ortszentrums und der hier gelegenen Kirche in Plessa.

## Beschreibung und Hintergrund

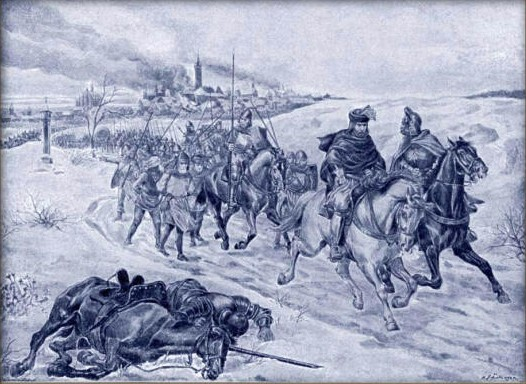
Zeitgenössische Darstellung der Hussitenkriege von Hugo Schüllinger

Das trapezförmige plastische Bildwerk befindet sich auf einer etwa 40 cm breiten und 27 cm hohen Platte. Es zeigt ein flüchtiges Pferd mit zurückgewandtem Kopf auf dessen Rücken eine nackte Frau gebunden ist. Dabei galoppiert das Tier durch hohes Schilfgras, welches sich aber auch als züngelnde Flammen deuten lässt. Das von einem unbekannten Künstler geschaffene Kunstwerk entstand vermutlich im ausgehenden 18. oder beginnenden 19. Jahrhundert. Offenbar wurde es bei diversen Um- oder Neubauarbeiten am Grundstück immer wieder eingemauert.
Das Bildnis beruht einem Aufsatz von Adolf Bieß im Bad Liebenwerdaer Heimatkalender von 1960 zufolge vermutlich auf einer mündlich überlieferten Familiensage aus der Zeit der Hussitenkriege, die sich über mehrere Jahrhunderte hinweg mündlich erhalten hatte. Die Hussittenzüge hatten in der Region vor allem die Stadt Ortrand im südlichen Schraden getroffen. Der Überlieferung nach wurde diese Frau, vermutlich ein Familienmitglied des einstigen Eigentümers des Grundstücks, in jener Zeit nackt auf ein Pferd gebunden und in den brennenden Busch getrieben.
Ein weiteres im Lauchhammerwerk als Kunstformer tätiges Familienmitglied soll das bis in die Gegenwart erhalten gebliebene Kunstwerk dann schließlich nach dieser Sage geschaffen haben. Der Wahrheitsgehalt der Sage liegt allerdings weitgehend im Dunkeln.